# Klopce, Slovenska Bistrica
Klopce so naselje v Občini Slovenska Bistrica.